# Universal Zulu Nation

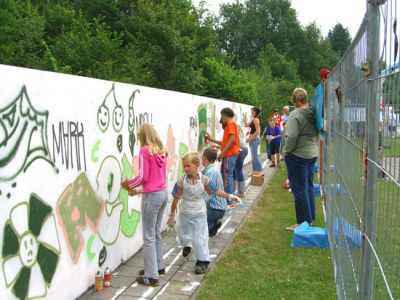
Workshop tijdens blockjam

Universal Zulu Nation is een internationale hiphop-organisatie. 
De organisatie is opgericht op 12 november 1973 door de Amerikaanse DJ Afrika Bambaataa, en is de oudste hiphop organisatie van de wereld. De organisatie zet zich in voor behoud en bevordering van de hiphopcultuur, en probeert mensen zichzelf te laten ontplooien middels verschillende mogelijkheden binnen hiphop. De belangrijkste disciplines zijn MC-ing (rappen), DJ-ing (DJ spelen), Writing (graffiti beoefenen) en B-Boying (breakdancen). In deze disciplines organiseert Zulu Nation verschillende nationale en internationale kampioenschappen.
Bambaataa zei ooit over hiphop: when we made Hip Hop, we made it hoping it would be about peace, love, unity and having fun so that people could get away from the negativity that was plaguing our streets. Aan het begin van de 21ste eeuw wordt hiphop door de gemiddelde westerling echter beschouwd als een subcultuur waarin het vooral draait om materialisme en egoïsme. Volgens de organisatie is daarmee de "oorspronkelijke essentie van de hiphop" verloren gegaan. Zulu Nation probeert echter het tij te keren, en richt zich dan ook op het bijbrengen van de humanistische waarden "respect" en "vrijheid" aan de jeugd, en ze de kans te geven zich te ontplooien. Hiertoe wordt er getracht ze actief te betrekken bij de organisatie, uitvoering en evaluatie van activiteiten.
"Universal Zulu Nation Chapter Holland", opgericht in april 2003, is de Nederlandse afdeling van de organisatie.

## Bekende leden van de Zulu Nation
- Afrika Bambaataa
- Deams
- Ice-T
- KRS-One
- WestBam
- Queen Latifah
- Rock Steady Crew
- MC Solaar
- Ice Cube
- B-Real
- Rakim
- Q-tip
- Phife Dawg
- Ali Shaheed Muhammad
- Lil Wayne[1]